# Kurt von Rohrscheidt
Kurt von Rohrscheidt, född 23 november 1857 i Lützen, död 29 augusti 1935 i Merseburg, var en tysk jurist.
Rohrscheidt var verksam som regeringsråd i Merseburg intill 1923. Han författade ett stort antal mycket använda lagkommentarer och skrev även vitterhet.